# Lorenzo Guerrero Gutiérrez

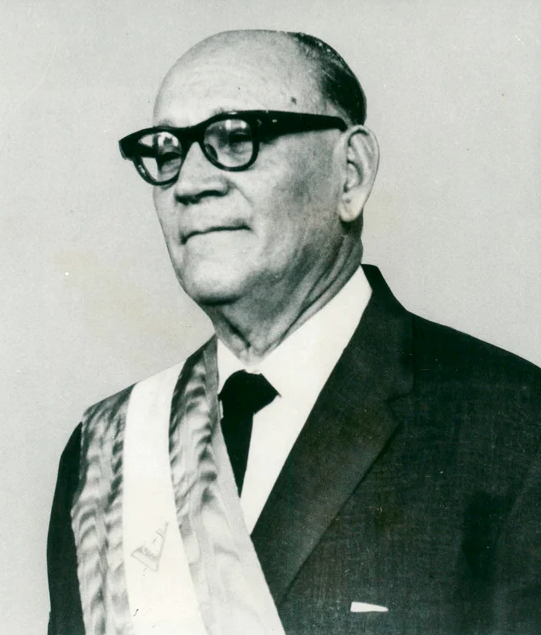
Lorenzo Guerrero Gutiérrez (1966)

Lorenzo Guerrero Gutiérrez (* 13. November 1900 in Granada, Nicaragua; † 15. April 1981 ebenda) war ein nicaraguanischer Politiker des Partido Liberal und von 1966 bis 1967 Präsident des Landes. Er beendete die letzten neun Monate der Amtsperiode von René Schick Gutiérrez. Zuvor war er von 1963 bis 1966 Vizepräsident von Nicaragua gewesen.